# Тел Авив
Тел Авив, също и Тел Авив-Яфо (на иврит: תֵּל־אָבִיב-יָפוֹ, преведено на български език „Пролетен хълм“; на арабски: تل أبيب, Тал ʼАбиб) е вторият по големина град в Израел, дълги години изпълняващ функциите на столица на страната. Населението му е около 467 875 души (2021).
Сравнително млад град – едва на 100 години, с характерна за Южна Европа архитектура, той е обявен през 2003 година от ЮНЕСКО за обект на световното наследство. Тел Авив включва и Яфо, един от най-старите градове в Близкия изток, намиращ се на възвишение, предлагащо неоценима гледка към брега на Тел Авив с неговите плажове. Градът е седалище на израелската филхармония, на много музеи и разполага с университет (намиращ се в северната част на града).
Почти цялата световна общност разглежда Тел Авив за столица на Израел. Поради тази причина повечето посолства се намират в този град, вместо в Йерусалим. Изключение правят само САЩ, Коста Рика и Салвадор, чиито посолства са в Ерусалим.

## История

### Яфо
Яфо, сега част от Тел Авив, е важен за региона пристанищен град в продължение на хилядолетие. Археологически находки сочат за наличието на човешка дейност в региона, датираща от около 7500 г. пр.н.е. Естественото му пристанище се използва от Бронзовата епоха. По време на обособяването на Тел Авив като отделен град по време на османското управление на региона, Яфо вече е бил управляван от ханаанци, египтяни, филистимци, израелци, асирийци, вавилонци, персийци, финикийци, птоломейци, селевкиди, хасмонеи, римляни, византийци, ранните ислямски халифати, кръстоносци, аюбиди и мамелюци, преди да падне под османска власт през 1515 година Градът се споменава в древен египетски документ, както и в еврейската библия и за властта над него са водени множество битки.

### Късен XIX век
По време на първата Алия през 80-те години на XIX век, когато множество еврейски имигранти пристигат в региона, нови поселища са открити извън Яфо на сегашната територия на Тел Авив. Първата е Неве Цедек, основана от евреи мизрахи заради пренаселване в Яфо, и построена на земя, притежавана от Ахарон Челуш. Други местности са Неве Шалом (1890), Яфо Ноф (1896), Охел Моше (1904) и др. Когато Тел Авив получава градски статут през 20-те години на XX век, тези поселища се присъединяват към новосформираната община, отделяйки се от Яфо.

### 1904 – 1917 г.
Втората Алия довежда до втора експанзия. През 1906 година група евреи, сред тях жители на Яфо, се събират заедно и сформират общество на Ахузат Баит (букв. „чифлик“). Една от целите им е да оформят „Еврейски градски център в здрава обстановка, планирана според модерните естетически стандарти и хигиена“.
На 11 април 1909 година 66 еврейски семейства се събират върху пуста пясъчна дюна, за да парцелират земята чрез лотария, използвайки мидени черупки. Събитието се смята за официалната дата на основаването на Тел Авив.

### Израелска държава
По време на обявяването на израелската независимост на 14 май 1948 година населението на Тел Авив е над 200 000 души. Градът служи като правителствен център на израелската държава, докато властите не се преместват в Йерусалим през декември 1949 година. Заради международния спор за статута на Йерусалим, повечето от посолствата остават във или в близост до Тел Авив.

## Население
Населението на града е 467 875 души (2021), в метрополния регион – 4 421 000 души (2023), от които 96,1% са евреи, а 3,9% – араби.

## Транспорт
Близо Тел Авив се намира международното летище „Бен Гурион“.

## Известни личности
Родени в Тел Авив
- Бенямин Нетаняху (р. 1949), политик
- Дан Халуц (р. 1948), офицер

Починали в Тел Авив
- Йоханан Ахарони (1919 – 1976), археолог
- Моше Даян (1915 – 1981), политик
- Рафаел Камхи (1870 – 1970), български революционер
- Ицхак Рабин (1922 – 1995), политик, жертва на политически атентат

Други личности, свързани с Тел Авив
- Шмуел Йосеф Агнон (1888 – 1970), писател, живее в града през 1908 – 1913

- Тел Авив
- Нощен изглед
- Тел Авив
- Пристанището на Тел Авив
- Плаж в Тел Авив

## Побратимени градове
Тел Авив е побратимен с 25 града и има партньорство с Лос Анджелис, Калифорния, САЩ:
- Адис Абеба, Етиопия
- Алмати, Казахстан (1999)
- Барселона, Испания (1998)
- Белград, Сърбия (1990)
- Бон, Германия (1983)
- Будапеща, Унгария (1989)
- Буенос Айрес, Аржентина (1988)
- Варшава, Полша (1992)
- Виена, Австрия (2005)
- Газа, Ивица Газа (1998)
- Есен, Германия (1992)
- Измир, Турция (1998)
- Инчхън, Южна Корея (2000)
- Кан, Франция (1993)
- Кишинев, Молдова (2000)
- Кьолн, Германия (1979)
- Лимасол, Кипър (2000)
- Лодз, Полша (1994)
- Милано, Италия (1994)
- Москва, Русия (2000)
- Ню Йорк, САЩ (1996)
- Пекин, Китай (1995)
- Сао Пауло, Бразилия (2004)
- Солун, Гърция (1994)
- София, България (1992)
- Тулуза, Франция (1962)
- Филаделфия, САЩ (1967)
- Франкфурт, Германия (1980)